# خرفه‌سا
خرفه‌سا، ویزاخ (نام علمی: Trianthema portulacastrum) نام یک گونه از سردهٔ خرفه‌سا است.